# فرنسيسكو توريس أوليفر
فرنسيسكو توريس أوليفر (بالإسبانية: Francisco Torres Oliver)‏ هو لغوي إسباني، ولد في 21 يونيو 1935 في فايلاجويوسا/لا فايلا جوايوسا في إسبانيا.